# 鳥井架南子
鳥井 架南子（とりい かなこ、1953年〈昭和28年〉10月2日 - 2024年〈令和6年〉8月6日）は、日本の小説家。1984年のデビュー時から1992年までは鳥井 加南子（読みは同じ）の表記を用いていた。本名、渡部章代。
愛知県中島郡祖父江町出身。南山大学大学院文学研究科文化人類学専攻修士課程修了。1984年、『天女の末裔』で第30回江戸川乱歩賞を受賞。

## 作品リスト
- 『天女の末裔』 講談社、1984年9月、国立国会図書館書誌ID:000001699411
  - 『天女の末裔』 講談社〈講談社文庫〉、1987年7月、ISBN 4061840215
  - 『天女の末裔 ; 放課後』[注釈 1] 講談社〈講談社文庫. 江戸川乱歩賞全集 15〉、2003年9月、ISBN 4062738473
- 『月霊の囁き 満月が招く殺人の誘惑』 講談社〈講談社ノベルス〉、1985年3月、ISBN 4061811770
  - 『月霊の囁き』 講談社〈講談社文庫〉、1989年6月、ISBN 4061843710
- 『トワイライト』 講談社、1985年10月、ISBN 4062022915
- 『悪夢の妖怪村 スーパー脱出ゲーム・ノベル』 祥伝社〈ノン・ポシェット〉、1985年12月、ISBN 4396320108
  - 『悪夢の妖怪村』 幻想迷宮書店、2016年7月[4]、ASIN B01IE62ZNG
- 『悪夢のマンダラ郷 スーパーゲーム・ノベル』 祥伝社〈ノン・ポシェット〉、1986年5月、国立国会図書館書誌ID:000001797669
  - 『悪夢のマンダラ郷』 幻想迷宮書店、2016年9月[5]、ASIN B01KSY1OBQ
- 『悪夢の幽霊都市 スーパーゲーム・ノベル』 祥伝社〈ノン・ポシェット〉、1986年9月、ISBN 4396320280
  - 『悪夢の幽霊都市』 幻想迷宮書店、2016年10月[6]、ASIN B01LYDMZD3
- 『死者の還る渚 伊勢・志摩殺人事件』 光文社〈カッパ・ノベルス〉、1987年5月、ISBN 4334027059
  - 『死者の還る渚 伊勢・志摩殺人事件』 光文社〈光文社文庫〉、1991年2月、ISBN 433471286X
- 『オンラインの微笑 はじめてのパソコン通信探偵局』 天山出版〈Tenzan novels〉、1988年2月、ISBN 4803313830
  - 『オンラインの微笑』 新潮社〈新潮文庫〉、1990年1月、ISBN 4101196117
- 『時をさまよう恋人たち』 講談社〈講談社ノベルス〉、1990年3月、ISBN 4061814419
- 『最後の誕生日（ラスト・バースデー） 満月先生推理袋』 光文社〈光文社文庫〉、1991年5月、ISBN 4334713386
- 『悪女天使』 双葉社、1993年2月、ISBN 4575231428
  - 『悪女天使』 双葉社〈双葉文庫〉、1995年10月、ISBN 4575505439
- 『埴輪の家』 実業之日本社〈Joy novels〉、1993年7月、ISBN 4408502227
- 『孔雀石の箱』 光栄、1993年10月、ISBN 4877190430
- 『女神たちの哀歌』 角川書店、1993年12月、ISBN 4048727907
- 『ドラゴン・ウィスパー』 祥伝社〈祥伝社文庫〉、2002年3月、ISBN 4396330332
- 『竜宮警報』 小学館〈小学館文庫〉、2003年6月、ISBN 978-4094100204
- 『風の鍵』 講談社〈講談社文庫〉、2008年1月、ISBN 978-4062759458
- 『月のスウィング』 Kindle ダイレクト・パブリッシング、2014年、ASIN B00KJGPP5U

### ゲーム原作
- 『悪夢の妖怪村 スーパー脱出ゲームノベル』 2011年（DSiウェア　販売：ソニックパワード）[7]
- 『悪夢の妖怪村』 2021年（Nintendo Switch　販売：ソニックパワード）[8]